# Allenwood (Pennsylvanie)
Allenwood est un village du Comté d'Union en Pennsylvanie.
Sa population était de 612 habitants en 2010.

## Vie sociale

### Sécurité
À proximité se trouve le complexe correctionnel fédéral d'Allenwood composé de 3 établissements :
- l'institution correctionnelle fédérale d'Allenwood Low (en) (FCI Allenwood Low) : établissement de sécurité minimum
- l'institution correctionnelle fédérale d'Allenwood Medium (en) (FCI Allenwood Medium) : établissement de sécurité moyenne
- le pénitencier fédéral d'Allenwood (USP Allenwood) : établissement de haute sécurité